# Nationalsprache
Nationalsprache, nationale Standardsprache oder Landessprache sind Bezeichnungen für die Hoch- bzw. Standardsprache einer Nationalität bzw. eines Landes, im erweiterten Sinne auch Sammelbezeichnungen für alle Dialekte, Soziolekte und funktionalen Sprachvarianten im Rahmen einer historisch-politisch definierten Sprachgemeinschaft. Die Definition des Begriffs „Nationalsprache“ ist jedoch problematisch, da der Definitionsrahmen von Nation, Staat und Sprache oft nicht einheitlich ist.
Der Begriff Nationalsprache ist als neuzeitlicher Begriff eng mit der Vorstellung der Kulturnation verknüpft, die als sprachlich, kulturell und politisch einheitliches Gebiet definiert wird. Wie der moderne Begriff Nation bildete sich auch im Frankreich des 16. Jahrhunderts der Pariser Dialekt der Langues d’oïl zur ersten Nationalsprache im neuzeitlichen Sinn heraus. Nationalsprachen wurden in vielen Fällen durch Sprachpolitik bewusst gefördert oder künstlich geschaffen und waren ein wichtiges Werkzeug zur Herausbildung von Nationalstaaten im 18. und 19. Jahrhundert. Die politisch gewollte Durchsetzung des alleinigen Gebrauchs von Nationalsprachen in manchen Staaten führte in der Geschichte zur Unterdrückung und Zurückdrängung vieler Minderheitensprachen.
Heute definieren viele Staaten in ihren Verfassungen oder gesetzlich eine oder mehrere Sprachen als Nationalsprachen, die dann zumeist auch Amtssprachen sind. Dies schließt jedoch die Verwendung weiterer Amtssprachen nicht aus. Zusätzlich haben weitere Sprachen den Status einer Minderheitensprache. Nationalsprache und Amtssprache können, müssen aber nicht deckungsgleich sein. So haben beispielsweise viele afrikanische Staaten Französisch oder Englisch als Amtssprache, jedoch verschiedene Nationalsprachen.
National- und Minderheitensprachen sowie weitere Sprachen, die sich ebenfalls historisch aus dem Sprachgebrauch einer Ethnie entwickelt haben, werden verallgemeinernd unter dem Begriff Ethnosprachen zusammengefasst.

## Beispiele

### Deutschland
In der Bundesrepublik Deutschland benennt das Grundgesetz keine Nationalsprache, sondern schreiben auf Bundesebene das Verwaltungsverfahrensgesetz und in 13 von 16 Bundesländern entsprechende Gesetze die deutsche Sprache sowie gebietsweise zusätzlich Regional- bzw. Minderheitensprachen als Amtssprachen vor. Die Debatte über die Aufnahme der deutschen Sprache ins Grundgesetz wird kontrovers geführt.

### Finnland
In Finnland legt die Verfassung im Artikel 17 die finnische und die schwedische Sprache als Nationalsprachen fest, während das Samische ebenso wie das Romani und die Gebärdensprache den Status einer Minderheitensprache erhalten.

### Irland
Artikel 8 der Verfassung von Irland definiert die irische Sprache als Nationalsprache und zugleich als erste Amtssprache. Englisch ist keine Nationalsprache, aber zweite Amtssprache:

„Airteagal 8: (1) Ós í an Ghaeilge an teanga náisiúnta is í an phríomhtheanga oifigiúil í. (2) Glactar leis an Sacs-Bhéarla mar theanga oifigiúil eile.“

„Artikel 8: (1) Das Irische ist die Nationalsprache und erste Amtssprache (wörtlich: offizielle Sprache). (2) Das Englische wird als andere Amtssprache akzeptiert.“

### Libanon
Artikel 11 der Verfassung von Libanon definiert die arabische Sprache als Nationalsprache und zugleich als Amtssprache.

### Luxemburg
In Luxemburg ist das Lëtzebuergesch, eine moselfränkische Sprachvarietät, seit 1984 gesetzlich als Nationalsprache definiert, während Französisch und Deutsch weitere „Verwaltungssprachen“ sind. Die Gesetze werden auf Französisch verfasst – mit der wichtigen Folge, dass, rechtlich gesehen, auf allen Ebenen der öffentlichen Verwaltung allein das Französische maßgebend ist.

### Namibia
In Namibia existieren neben der Amtssprache Englisch „nationale Sprachen“ (englisch National Languages), welche gewisse Rechte einer Minderheitensprache genießen. Hierzu zählen Afrikaans, Deutsch, Khoekhoegowab, OshiKwanyama, Oshindonga, Otjiherero, RuKwangali und Silozi.

### Osttimor
In Osttimor unterscheidet die Verfassung „Amtssprachen“, „Nationalsprachen“ und „Arbeitssprachen“. Als Amtssprachen gelten Tetum und Portugiesisch. Sie werden auch in der Verwaltung des Landes verwendet. 15 Sprachen von Minderheiten genießen als Nationalsprache einen besonderen Schutz, während Englisch und Bahasa Indonesia aufgrund ihrer internationalen Bedeutung, beziehungsweise ihrer weiten Verbreitung in der Bevölkerung zusätzlich als Arbeitssprachen aufgeführt sind. 2012 begann man auch damit, Unterricht in den Grundschulen in den Nationalsprachen aufzubauen.

### Schweiz
In der „Willensnation“ Schweiz unterscheidet die Bundesverfassung zwischen „Amtssprachen“ (Art. 70) und „Landessprachen“ (Art. 4). Auf Bundesebene gibt es seit der Anerkennung des Rätoromanischen als Landessprache im Jahre 1938 vier Landessprachen (Deutsch, Französisch, Italienisch und Rätoromanisch), jedoch nur drei Amtssprachen (Deutsch, Französisch und Italienisch). Seit der Verfassungsrevision von 1999 ist Rätoromanisch „im Verkehr mit Personen rätoromanischer Sprache“ ebenfalls Amtssprache.
Die Amtssprache auf kantonaler Ebene wird vom kantonalen Gesetzgeber festgelegt. Demnach gibt es vier Kantone mit französischer Amtssprache, drei Kantone mit deutscher und französischer Amtssprache, einen Kanton mit italienischer Amtssprache und einen Kanton mit deutscher, rätoromanischer und italienischer Amtssprache; die übrigen Kantone haben Deutsch als Amtssprache.

### Singapur
In Singapur wird Malaiisch als Nationalsprache noch über die weiteren (und teilweise häufiger gesprochenen) Amtssprachen Englisch, Chinesisch und Tamil gehoben.